# کنتون ولی (کنتیکت)
کنتون ولی (به انگلیسی: Canton Valley) یک منطقهٔ مسکونی در ایالات متحده آمریکا است که در کنتیکت واقع شده‌است. کنتون ولی ۴٫۶ کیلومتر مربع مساحت و ۱٬۵۸۰ نفر جمعیت دارد و ۱۰۴٫۲۴ متر بالاتر از سطح دریا واقع شده‌است.